# 로렌슘
로렌슘(문화어: 로렌시움←영어: lawrencium 로렌시엄[*], 독일어: Lawrencium 로렌치움[*])은 화학 원소로 기호는 Lr(←라틴어: lawrencium 라브렝키움[*]), 원자 번호는 103이다. 짧은 반감기를 가지는 방사성 초우라늄 악티늄족 원소로 캘리포늄에 붕소이온을 부딪쳐서 만들었다고 생각했지만 사실 이 물질은 동위체(258,259)의 혼합물이었다고 전해진다. 
이 물질은 연구용 용도에 한정되며, 연구용의 것은 더 값싸게 얻을 수 있는 아메리슘에 산소 원자핵을 쪼이는 방법을 채택한다.